# Derna (Roumanie)
Pour les articles homonymes, voir Derna.
Derna est une commune roumaine du județ de Bihor, en Transylvanie, dans la région historique de la Crișana et dans la région de développement Nord-Ouest.

## Géographie
La commune de Derna est située dans le nord-est du județ, dans les Monts Plopiș, à 30 km au sud de Marghita et à 50 km au nord-est d'Oradea, le chef-lieu du județ.
La municipalité est composée des cinq villages suivants, nom hongrois, (population en 2002) :
- Derna, Felsőderna (1 020), siège de la commune ;
- Dernișoara, Alsóderna (656) ;
- Sacalasău, Sástelek (666) ;
- Sacalasău Nou, Újsástelek (321) ;
- Tria, Terje (358).

## Histoire
La commune, qui appartenait au royaume de Hongrie, en a donc suivi l'histoire.
Après le compromis de 1867 entre Autrichiens et Hongrois de l'empire d'Autriche, la principauté de Transylvanie disparaît et, en 1876, le royaume de Hongrie est partagé en comitats. Derna intègre le comitat de Bihar (Bihar vármegye).
À la fin de la Première Guerre mondiale, l'Empire austro-hongrois disparaît et la commune rejoint la Grande Roumanie au traité de Trianon.
En 1940, à la suite du deuxième arbitrage de Vienne, elle est annexée par la Hongrie jusqu'en 1944, période durant laquelle sa communauté juive est exterminée par les nazis. Elle réintègre la Roumanie après la Seconde Guerre mondiale au traité de Paris en 1947.

## Politique
| Période                                  | Période  | Identité     | Étiquette | Qualité |
| ---------------------------------------- | -------- | ------------ | --------- | ------- |
| Les données manquantes sont à compléter. |          |              |           |         |
| 1996                                     | 2016     | Victor Filip | PNL       |         |
| 2016                                     | En cours | Florin Magui | PNL       |         |

| Parti | Parti                                                            | Sièges |
| ----- | ---------------------------------------------------------------- | ------ |
|       | Parti social-démocrate (PSD)                                     | 3      |
|       | Parti national libéral (PNL)                                     | 5      |
|       | Parti Roumanie unie (PUR)                                        | 1      |
|       | Alliance des libéraux et démocrates (ALDE)                       | 1      |
|       | Union démocratique des Slovaques et Tchèques de Roumanie (UDSCR) | 1      |

## Religions
En 2002, la composition religieuse de la commune était la suivante :
- Chrétiens orthodoxes, 64,41 % ;
- Catholiques romains, 17,74 % ;
- Pentecôtistes, 10,85 % ;
- Réformés, 3,44 % ;
- Baptistes, 1,68 % ;
- Grecs-Catholiques, 0,79 %.

## Démographie
En 1910, à l'époque austro-hongroise, la commune comptait 2 054 Roumains (61,94 %), 1 067 Hongrois (32,18 %), 71 Slovaques (2,14 %) et 44 Allemands (1,33 %),.
En 1930, on dénombrait 2 338 Roumains (62,83 %), 1 046 Slovaques (28,11 %), 253 Hongrois (6,80 %) et 67 Juifs (1,80 %).
En 2002, la commune comptait 2 184 Roumains (72,29 %), 629 Slovaques (20,82 %), 183 Hongrois (6,05 %) et 23 Roms (0,76 %). On comptait à cette date 1 044 ménages et 1 236 logements.
| 1880  | 1890  | 1900  | 1910  | 1920  | 1930  | 1941  | 1956  | 1966  |
| ----- | ----- | ----- | ----- | ----- | ----- | ----- | ----- | ----- |
| 1 339 | 1 795 | 2 514 | 3 316 | 3 217 | 3 721 | 4 500 | 4 363 | 4 786 |

| 1977  | 1992  | 2002  | 2007  | - | - | - | - | - |
| ----- | ----- | ----- | ----- | - | - | - | - | - |
| 4 436 | 3 503 | 3 021 | 2 812 | - | - | - | - | - |

## Économie
L'économie de la commune repose sur l'agriculture et l'élevage. la commune compte aussi une petite usine de fabrication de chaussures et des entreprises d'extraction de pétrole

## Communications

### Routes
Derna est située sur la route régionale DJ191B qui mène vers Spinuș et Oradea à l'ouest et vers Popești à l'est.

## Lieux et monuments
- Derna, église orthodoxe datant de 1902[7].
- Sacalasău, église orthodoxe en bois St Nicolas datant de 1721, classée monument historique[7].
- Tria, église orthodoxe datant de 1894[7].

## Jumelage
- Dernisoara, commune de Derna, avec Saint-Gondon (France).